# Phasia sumatrana
Phasia sumatrana là một loài ruồi trong họ Tachinidae.